# Danijel Grum
Danijel Grum, slovenski dirigent, * 1909, Ljubljana, † 1990, Celje.
Danijel Grum se je rodil na svečnico (drugega februarja) leta 1909 v Ljubljani. Njegovo življenje je bila zaznamovano z glasbo, kajti tako oče Anton Grum kot tudi ded istega imena sta bila oba glasbenika. Po končani osnovni šoli se je vpisal na ljubljansko učiteljišče in ga z uspešnim zaključnim izpitom končal leta 1928. Izobraževalno pot je nadaljeval v Zagrebu, kjer je oktobra 1935 diplomiral na Akademiji za glasbo – smer kompozicija. Že v času študija je dobri dve leti kot operni kapelnik in korepetitor v ljubljanskem Narodnem gledališču vodil tudi radijski orkester (RO) v Ljubljani. Sicer samo 12 članska zasedba mu je kljub majhnosti  omogočala, da je lahko reproduciral tudi lažjo salonsko glasbo in spodbujal pisce novih slovenskih del. Kot zanimivost velja omeniti, da je januarja leta 1934 na koncertu slovanske glasbe na Dunaju ob Osterčevi sonati za violino in klavir predstavil tudi dve svoji krajši kompoziciji. Svojo glasbeno izobrazbo je nadgradil še na Dunajskem glasbenem konservatoriju, kjer je pridobil dodatno dirigentsko izobrazbo. Ko je zapustil Ljubljano leta 1936, je bil dejaven v Janjini na Pelješcu. Vodil je tamkajšnjo godbo in pevski zbor ter priredil okoli 20 uspelih koncertov. V Slovenijo, točneje v Slovenske Konjice, se je vrnil spomladi 1940 in nastopil službo kot profesor glasbe in petja na meščanski šoli. Tam je spoznal svojo bodočo soprogo. Tik pred začetkom druge svetovne vojne so ga vpoklicali v vojsko, a se je zaradi razpada le-te kmalu vrnil. Leta 1941 je bil zaradi sodelovanja z OF po izdaji nekaj časa zaprt v mariborskih zaporih, nato pa po posredovanju kot italijanski državljan izpuščen in izgnan. Novo službo je dobil v bližini Judenburga (A), kjer je kot učiteljica že službovala kasnejša žena Ema. Po koncu vojne sta se oba peš vrnila v Maribor in bila oktobra 1945 z dekretom napotena na murskosoboško gimnazijo. V njun zakon je leta 1946 najprej privekal sin Andrej, kmalu za tem pa še hči Zdenka.                                                                                                                                                               
Danijel Grum je v novem kraju bivanja kmalu obudil glasbeno življenje. Leta 1948 je postal ravnatelj Glasbene šole in poučeval klavir. S tamkaj zaposlenimi in ljubitelji glasbe je pripravil več koncertov in celo opereto Radovana Gobca Planinska roža. Intenzivno se je posvetil zbiranju in zapisovanju ljudskih napevov.  Skupaj z Belo Horvatom in J. Šiftarjem je leta 1953 izdal Narodne pesmi iz Prekmurja, naslednje leto pa še Ljudske pesmi iz Prekmurja. Iz obeh izdaj so se za uporabo v različnih publikacijah in notnih mapah povzemale posamezne pesmi, nekatere pa so bile obdelane v diplomskih delih študentov Univerze v Mariboru.
Leta 1959 je zaradi takratnih političnih razmer zapustil Mursko Soboto in se z družino preselil najprej v Štore in nato v Celje. Na tamkajšnjem učiteljišču je poučeval glasbo in vodil dekliški pevski zbor. Vrsto let je aktivno sodeloval v odboru Mladinskega pevskega festivala. Zbiral je mladinsko glasbeno literaturo in tako bogatil festivalsko knjižnico. Upokojil se je leta 1973. Žal ni dočakal osamosvojitve Slovenije, saj je decembra 1990 tik pred referendumom umrl.